# محمد مشایخ
محمد مشایخ (زادهٔ ۲۴ فوریهٔ ۱۹۹۸ در بوشهر) بازیکن فوتبال اهل ایران که در پست هافبک بازی می‌کند.